# St. Katharinen (Halle)

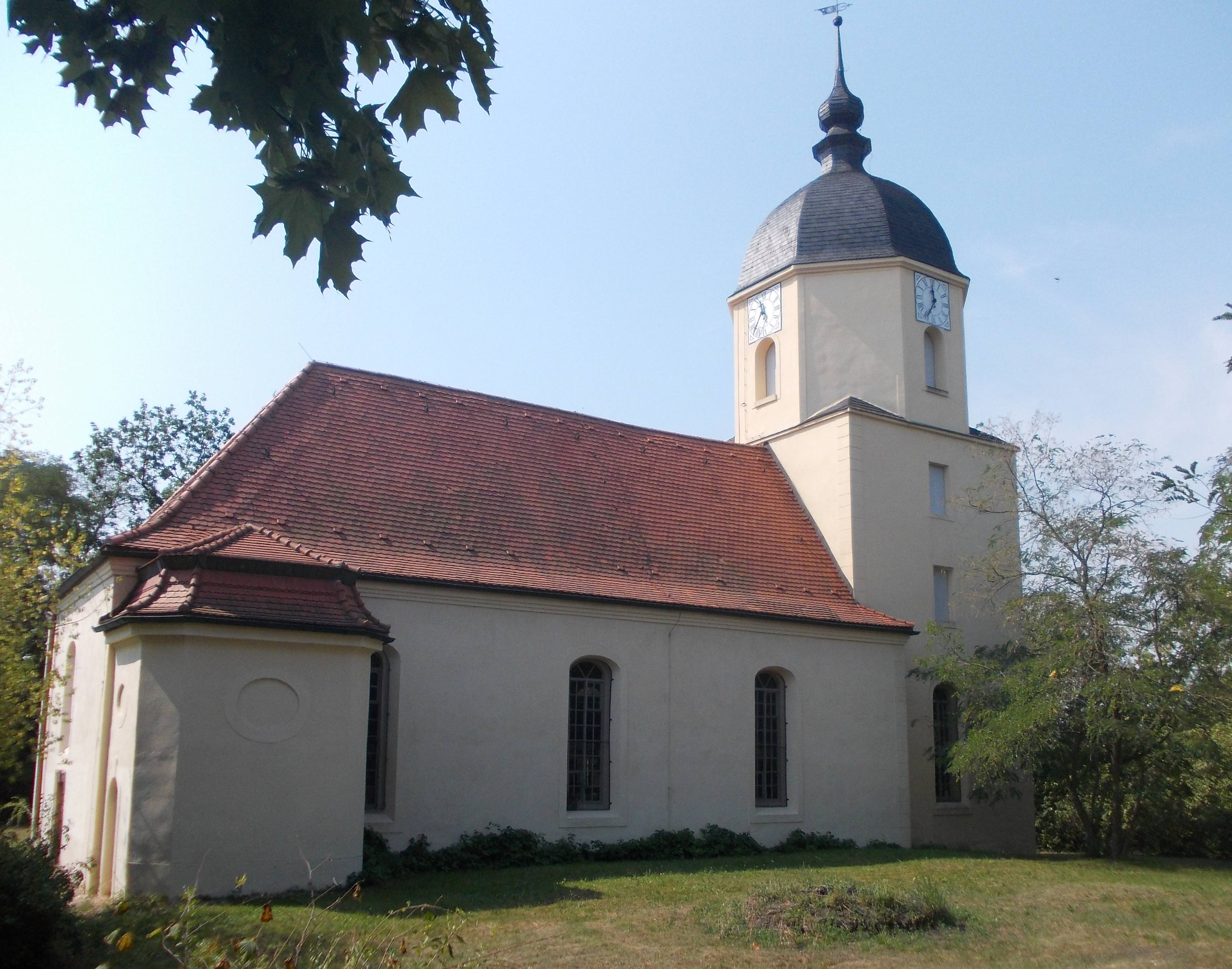
St. Katharinen, Nordseite mit Sakristei

St. Katharinen ist die denkmalgeschützte evangelische Dorfkirche des bis 1950 selbständigen Ortes Ammendorf, heute Teil des Stadtteils Ammendorf/Beesen von Halle (Saale). Die Kirchengemeinde gehört mit denen von Beesen und Radewell zum Pfarrbereich Süd im Kirchenkreis Halle-Saalkreis der Evangelischen Kirche in Mitteldeutschland. 
Im Denkmalverzeichnis der Stadt Halle ist die Kirche unter der Erfassungsnummer 094 04557 verzeichnet.

## Lage
Die Kirche mit der Adresse Schulberg 6 steht auf einem Hügel oberhalb des nördlichen Randes der Saale-Elster-Aue. Als Point de vue der Merseburger Straße ist sie von großer städtebaulicher Bedeutung.

## Geschichte

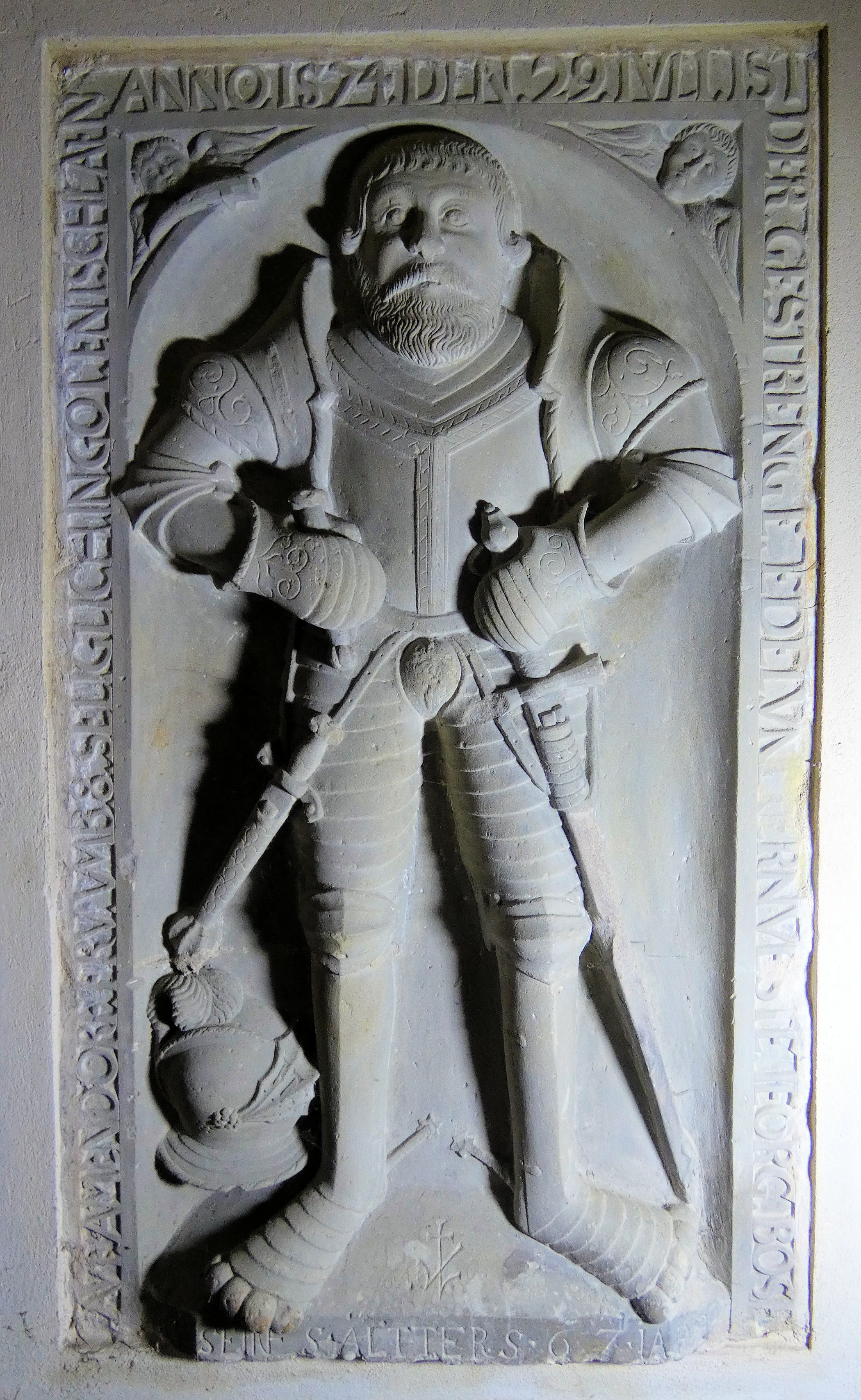
Epitaph für Georg Bose, 1574

Eine erste, dem Hl. Nikolaus geweihte Kirche wurde in dem im Jahre 1214 erstmals erwähnten Ammendorf wahrscheinlich schon um 1200 durch eingewanderte Flamen errichtet. Im Jahre 1382 ließ am heutigen Standort Hermann von Kotze, der das Schwarze Schloss von Ammendorf bewohnte, eine neue Kirche erbauen, die der Heiligen Katharina geweiht wurde. Sie war zunächst eine Filialkirche der Kirche in Radewell. 1394 wurde sie durch Erzbischof Albrecht IV. von Magdeburg (Amtszeit von 1383 bis 1403) zur selbständigen Pfarrkirche erhoben. 
Da die Kirche baufällig geworden war, ließ der Gutsherr von Bose 1504 eine neue Kirche erbauen. Von 1509 bis 1511 wurde der Turm errichtet. Im Jahr 1542 trat die Gemeinde zum protestantischen Glauben über; der erste evangelische Pfarrer war Georg Franck von Brene.
In den Jahren 1738 bis 1742 wurde die Kirche, wie auch die des Nachbarortes Beesen, durch die Theologische Fakultät der Universität Halle, die von 1726 bis 1788 Eigentümer der Güter Beesen und Ammendorf war, grundlegend neu errichtet. 1756 wurde durch die Theologische Fakultät auch das Pfarrhaus erbaut, das bis heute kaum Veränderungen erfuhr.
Im Zuge einer Restaurierung im Jahre 1905 ließ der hallesche Stadtbaurat Carl Rehorst die Sakristei mit Mansarddach anbauen. Nochmals umfassend restauriert wurde die Kirche im Jahr 1928. 
Während des Zweiten Weltkriegs blieb die Kirche trotz Bombentreffern auf den umgebenden Kirchhof unbeschädigt. Jedoch wurden in den Folgejahren keine Erhaltungsmaßnahmen durchgeführt, so dass sie zunehmend verfiel und auch teilweise mutwillig zerstört wurde. Aufgrund dessen fand seit den 1980er Jahren kein Gottesdienst mehr statt. 1993 begannen erste Sicherungs- und Sanierungsmaßnahmen. In den folgenden Jahren wurde das Dach und der Kirchturm erneuert, wie auch die Fenster und die Deckentonne. Im Jahr 2001 konnte die Kirche wieder in Betrieb genommen werden.

## Architektur und Ausstattung

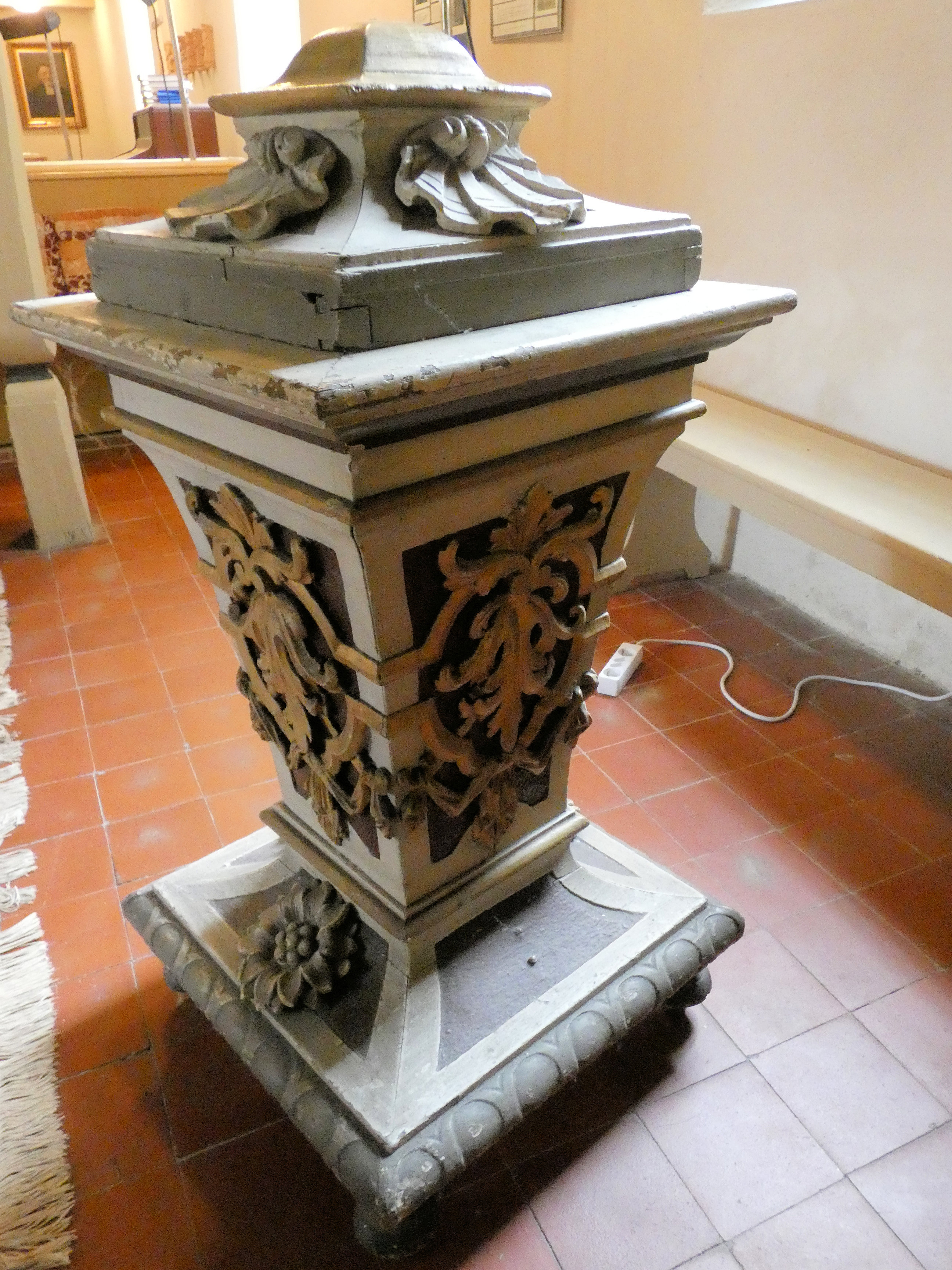
Hölzernes Taufbecken aus 1739

Die Kirche stellt sich heute als barocke Saalkirche mit quadratischem Turm dar. Von dem ursprünglich gotischen Bauwerk auf rechteckigem Grundriss blieben beim Neubau Teile des Mauerwerks erhalten. Der 27 Meter hohe Westturm ist bis zur Höhe des Dachfirsts quadratisch und bekam 1782 eine oktogonale Erhöhung sowie ein doppelhaubiges Schieferdach.
Das Innere der Kirche ist von einer verputzten Holztonne überwölbt und mit einer dreiseitigen Empore ausgestattet. Der rechteckige Kirchensaal mit geradem Chorabschluss und flachbogigen Rechteckfenstern weist eine Länge von 18 Metern und eine Breite von 8,70 Meter auf. 
1739 wurde ein mit Laub- und Bandelwerkornamenten gestalteter Kanzelaltar aus einer Merseburger Werkstatt eingebaut. Das kleine barocke Holztaufbecken scheint aus der gleichen Werkstatt zu stammen. 
Links hinter dem Haupteingang in der Kirche steht das Epitaph für Georg Bose, der 1574 in Ammendorf verstarb. Bemerkenswert ist auch eine Truhe mit Eisenbeschlag aus dem 15. Jahrhundert.
Der 1905 erbaute Orgelprospekt weist barockisierende Elemente auf. Die auch in diesem Jahr aufgestellte Orgel mit 21 Registern aus der Zörbiger Werkstatt von Wilhelm Rühlmann wurde in den 1970er Jahren zerstört und ist ebenso wie der Prospekt nicht mehr vorhanden. Heute wird als Ersatz eine kleine digitale Sakralorgel auf der Westempore eingesetzt.
An der südlichen Kirchenfassade befinden sich zwei Gedenktafeln für die Gefallenen des Ersten Weltkrieges.
Der Friedhof auf dem Kirchhof mit einigen barocken Grabmalen ist noch teilweise erhalten, darunter ein gut erhaltenes Epitaph für den 1712 mit 36 Jahren verstorbenen Pfarrer Mathias Spielberg. 

## Glocken
Der Turm trägt in der oktogonalen Glockenstube zwei Glocken, eine Dritte ging verloren. Die Tonfolge der händisch zu läutenden Instrumente ist f′ – es″. Die kleine Glocke wurde 1885 durch die Gießerei Ulrich aus Laucha zusammen mit zwei weiteren Glocken geschaffen. Die heutige große Glocke stammt aus der Pauluskirche Halle und wurde 1925 durch Schilling aus Apolda gegossen. 